# 아이티후티아
아이티후티아(Plagiodontia aedium)는 후티아과에 속하는 설치류의 일종이다. 히스파니올라섬(아이티와 도미니카 공화국의 영토이다.)에서 서식한다. 아이티후티아속의 현존하는 유일종이다.

## 같이 보기
- 후티아류
- 히스파니올라솔레노돈